# Kodak Black
Билл К. Капри (также известный как Дью́сон Октэ́йви) (англ. Bill K. Kapri (Dieuson Octave); 11 июня 1997, Помпано-Бич, Флорида, США), более известный как Kodak Black (рус. Кодак Блэк) — американский хип-хоп исполнитель из Помпано-Бич, Флорида. Получил широкую известность после выхода своего четвёртого микстейпа Lil B.I.G. Pac. Кодак неоднократно нёс уголовную ответственность за вооружённые ограбления, незаконное лишение свободы, хранение каннабиса и оружия. Родители артиста родом из Гаити, в то время как он сам родился и вырос в бедном районе Помпано-Бич.
Музыкальный журнал XXL включил его в список «самых примечательных хип-хоп новичков года», а Pitchfork включил пластинку Lil B.I.G. Pac в список «20 лучших хип-хоп альбомов 2016 года». Часто музыка Кодака основывается на его «предыдущих и будущих поступках», а некоторые музыкальные критики отмечают его «неглупые и аффективные укоры, которые в юные годы утилизировали Mobb Deep и Lil Wayne».
14 февраля 2018 года вышел альбом Heart Break Kodak.

## Ранняя жизнь
Октэйви родился 11 июня 1997 года в Помпано-Бич, Флорида. Его родители являются эмигрантами из Гаити. Прежде всего он воспитывался матерью, а проживали они в бедном районе Помпано-Бич за счёт предоставленного им государством жилья. В возрасте 6 лет он имел прозвище Lil Black. Однако при регистрации своего профиля в Инстаграме он использовал имя Kodak Black.
В 2009, в возрасте 12 лет, он вступил в хип-хоп коллектив Brutal Yungenz, где выступал под именем J-Black. Затем он присоединился к местному хип-хоп коллективу The Kolyons. Зимой 2013 Кодак опубликовал микстейп Project Baby, после которого последовал проект Heart of the Projects, а год после второго микстейпа, зимой 2015, он выпустил третий микстейп — Institution. Осенью 2015 канадский хип-хоп исполнитель Drake выложил видео, на котором танцует под песню Кодака Skrt, что поспособствовало дальнейшей популярности последнего. В том же месяце Кодак подписал контракт со звукозаписывающей компанией Atlantic Records. Весной следующего года Кодак совместно с Lil Uzi Vert объявили о совместном туре.

### 2016 — настоящее время:Lil B.I.G. PacиPainting Pictures
Весной 2016 Кодак появился на сингле French Montana под названием Lockjaw, приуроченного к MC4 — микстейпу Монтаны. Летом 2016 он опубликовал свой четвёртый микстейп под названием Lil B.I.G. Pac, ставший его первой пластинкой, которая вошла в топ-50 Billboard альбомов в категории Top R&B/Hip-Hop Albums. Позже музыкальный журнал Pitchfork включил Lil B.I.G. Pac в список «20 лучших хип-хоп-альбомов года». Вдобавок сайт XXL включил исполнителя в список «самых примечательных хип-хоп новичков года». Осенью 2016 сингл Кодака Skrt достиг 10 строчки в чарте Billboard Hot R&B/Hip-Hop Songs.
4 февраля Kodak Black отправился в месячный тур по США под названием Back and Better, который продлится до 4 марта. 16 февраля 2017 Кодак выпустил трек «Tunnel Vision», который стал одним из самых прослушиваемых треков артиста. Продюсером песни выступил один из самых известных хип-хоп продюсеров Метро Бумин.
31 марта 2017 года Кодак опубликовал свой дебютный студийный альбом — Painting Pictures. Альбом включает гостевые куплеты от Future, A Boogie Wit da Hoodie, Young Thug, Jeezy и Bun B.

## Проблемы с законом
Кодак в течение одного года трижды содержался под стражей для несовершеннолетних. Осенью 2015, в Помпано-Бич, Кодак был задержан по обвинению в ограблении, избиении, незаконном лишении свободы ребёнка, а также за хранение каннабиса. Позже он был освобождён. Весной 2016, в Халландейл Бич, он был задержан в связи с незаконным хранением оружия, каннабиса, а также за побег от полицейских. В следующем месяце, в Брауард, он был арестован за вооружённое ограбление и за незаконное лишение свободы. Осенью 2016, в Форт-Лодердейл, состоялось судебное слушание, на котором присутствовало несколько руководителей Atlantic Records; вице-президент лейбла, Майкл Кушнер, в защиту своего артиста отметил, что «у Кодака имеется светлое будущее музыканта». Подсудимый не стал оспаривать обвинения, согласившись на год домашнего ареста, 5 лет условного осуждения, а также на исправительные работы и курсы по управлению гневом. Вдобавок, в то время, пока он находился под тюремным заключением, полиция обвинила его в сексуальном насилии. По словам пострадавшей женщины, когда она провожала его в номер одного из отелей Южной Каролины, Кодак набросился на неё, сорвал одежду, и совершил сексуальный контакт. В начале декабря 2016 года он был выпущен из под стражи, заплатив около 100 тысяч долларов.

## Музыкальный стиль
Часто музыка Кодака основывается на его «предыдущих и будущих поступках». В одном из интервью, он заявил, что находится под влиянием творчества Boosie Badazz и Chief Keef. Американский еженедельник The New Yorker отметил «крамольное звучание» и «относительно юный голос» артиста, добавив: «Октэйви входит в число молодых рэперов, которые отвергают „старую школу“, делая акцент на поэтическом многообразии, индивидуализме и персональном катарсисе». В свою очередь музыкальный журнал The Fader охарактеризовал Кодака как «рэпера, который постоянно излагает горькое состояние жизни в гетто», отметив его «неглупые и аффективные упрёки, которые в юные годы утилизировали Mobb Deep и Lil Wayne».

## Личная жизнь
В 2014 году Кодак заявил, что работает для получения диплома об окончании старшей школы Blanche Ely в Помпано-Бич.

## Дискография

### Альбомы
- Painting Pictures (2017)
- Dying To Live (2018)
- Bill Israel (2020)
- Back For Everything (2022)
- Kutthroat Bill: Vol.1 (2022)
- Pistolz & Pearlz (2023)
- When I Was Dead (2023)

### Микстейпы
- Project Baby (2013)
- Heart of the Projects (2014)
- Institution (2015)
- Lil B.I.G. Pac (2016)
- Project Baby 2 (2017)
- Heart Break Kodak (2018)
- Haitian Boy Kodak (2021)

### Синглы
- No Flockin (2015)
- Skrilla (2015)
- Skrt (2015)
- Like Dat (2016)
- Going Viral (2016)
- There He Go (2016)
- Tunnel Vision (2017)
- Roll in Peace (2017)
- ZEZE (2018)
- King Snipe (with Gucci Mane) (2023)

## Туры
- Dying to Live Tour (2019)[27]